# Os Trapalhões
Os Trapalhões foi um programa de televisão humorístico brasileiro, criado por Wilton Franco e estrelado pelo quarteto cômico de mesmo nome, composto por Didi, Dedé, Mussum e Zacarias; cada um desenvolveu uma persona cênica distinta. O grupo já obtinha sucesso na televisão e no cinema desde meados da década de 1960.
O programa estreou em fevereiro de 1973, aos sábados, na Rede Tupi Em 13 de março de 1977, estrearam na TV Globo, antes do Fantástico. Exibido aos domingos, o programa apresentava uma sucessão de esquetes entremeados sem aparente conexão, exceto a presença dos próprios. Um dos maiores fenômenos de popularidade e audiência no Brasil em toda a história, o programa entrou para o Livro Guinness de Recordes Mundiais como o programa humorístico de maior duração da televisão, com trinta anos de exibição.[carece de fontes?]
O primeiro filme deles, Na Onda do Iê-Iê-Iê (1966), contava apenas com a dupla Didi e Dedé. Com o quarteto clássico, foram produzidos vinte e um filmes, começando com Os Trapalhões na Guerra dos Planetas (1978) até Uma Escola Atrapalhada (1990). Mais de cento e vinte milhões de pessoas já assistiram aos filmes de Os Trapalhões, sendo que sete destes filmes estão na lista das dez maiores bilheterias do cinema brasileiro.
Em 2017, a Globo, em uma parceria com o Canal Viva produz um revival do programa, agora com seis trapalhões. Além de Didi e Dedé, o programa apresenta os sobrinhos dos trapalhões originais: Didico, Dedeco, Mussa e Zaca. No entanto, sem repetir o sucesso da versão original, foi descontinuado no mesmo ano devido a baixa audiência. Em dezembro do mesmo ano, o canal anunciou reprises das temporadas antigas do programa, em janeiro de 2018.

## Visão geral
O programa era formulado por várias cenas de alguns minutos, em que tomavam parte situações cômicas dos protagonistas, às vezes com um deles, dois, três ou mesmo com os quatro Trapalhões. Os assuntos das cenas eram, por exemplo, os Trapalhões se opondo a inimigos ou a si mesmos em disputas (nas quais Didi e qualquer um dos três Trapalhões que estivessem do lado dele saíam vitoriosos em quase todas as vezes), eles pregando peças em outras pessoas ou em si mesmos e os quatro cooperando entre si mesmos para chegarem a um objetivo comum (mulher, dinheiro, lutas, etc). Houve também, ao longo de vários anos de programa, várias paródias de super-heróis tradicionais, como Super-Homem (frequentemente interpretado por Didi por causa de seu papel de líder), Batman (este mais interpretado por Dedé, devido ao seu papel de segundo em comando), Homem-Aranha, Fantasma, Hulk, entre outros. Ao longo dos anos, os Trapalhões também realizaram diversas campanhas, em favor dos deficientes físicos e a favor dos menores carentes. Um exemplo, foi a campanha SOS Nordeste, de 1985, rebatizada no ano seguinte como Criança Esperança.[carece de fontes?]

## Personagens

### Protagonistas
- Didi Mocó (Renato Aragão) : Seu nome completo é Didi Mocó Sonrisal Colesterol Novalgino Mufumbbo, um esperto cearense com linguajar e aparência bastante cômicos, e que poucas vezes terminava as cenas com má sorte ou como perdedor, tanto enfrentando inimigos como seus próprios três companheiros. Apesar de ser o líder do grupo, em certas cenas é considerado pelos seus três companheiros como o membro de menor importância. Era apelidado de "cardeal" (por conta da tintura acobreada do cabelo de Renato a partir de 79), "cearense", "troféu de corrida de jegue", "alegria do jabá", "cabecinha" ou "cabeça-chata", referindo-se à sua condição de retirante nordestino. Didi estrelou o humorístico "Os Adoráveis Trapalhões"
- Dedé (Manfried Sant'Anna): O "Galã da Periferia", era o que agia com mais seriedade e considerado o cérebro do grupo e o mais valente dos quatro, sendo uma espécie de "segundo no comando". Sua masculinidade era sempre ironizada por Didi, que criava apelidos como "Divino", "rapaz alegre" e "audácia da pilombeta". Dedé estava no elenco de apoio do humorístico "Os Adoráveis Trapalhões" até a fase da RecordTV em 1972, quando passou a ser definitivamente o escada do grupo. Foi ele quem sugeriu a entrada de Mussum ao grupo. A partir da década de 1990, o personagem passou a ser comilão, devido ao aumento de peso de Dedé.
- Mussum (Antônio Carlos Bernardes Gomes): Um bem-humorado sambista carioca que tinha orgulho de dizer que era natural do Morro da Mangueira, uma favela do Rio de Janeiro. Possuía um linguajar bastante peculiar, sempre empregando o "is" no final de quase todas as palavras, criando assim os bordões "cacildis" e "forévis". Sua maior paixão é a cachaça, a qual ele chama de "mé" ("mel"). Devido ao fato de ser negro, era sempre alvo de piadas e apelidos, como ser chamado ironicamente de Maizena por Didi, ou mesmo "azulão", "Mumu da Mangueira" ou "cromado". Faleceu em 29 de julho de 1994. Dedé trouxe Mussum ao grupo, ao lado do Didi. Mussum entrou no humorístico "Os Insociáveis" na fase da RecordTV.
- Zacarias (Mauro Faccio Gonçalves): Um tímido e ingênuo  mineirinho de Sete Lagoas com personalidade infantil, baixa estatura, uma risada inconfundível e voz bastante fina, como a de uma criança. Por ser calvo, sempre usava uma peruca e entrava em desespero se esta fosse retirada de sua cabeça (geralmente por Didi), revelando sua calvície. A partir de 1989, o personagem passou a ser chamado de Zacaria, sem o último 's'. O personagem estrelou o filme Deu a Louca nas Mulheres em 1977. Faleceu em 18 de março de 1990. Renato trouxe Zacarias ao grupo, completando assim ao lado de Dedé Santana e Mussum, a formação mais famosa dos Trapalhões em 1974, no humorístico "Os Trapalhões" na Rede Tupi.

Zacarias no programa Os Trapalhões em 1988.

### Coadjuvantes
O principal elenco de coadjuvantes, devido aos vários anos nos quais participaram do programa, era.
- Carlos Kurt (José Carlos Kunstat): um homem louro, às vezes barbudo, intimidador, alto e com olhos enormes, que frequentemente representava vilões, valentões e outros personagens inimigos dos Trapalhões (provavelmente inspirados nos personagens do ator polaco-alemão Klaus Kinski). Era frequentemente apelidado por Didi como "bode louro", "alumão" (alemão) e "macarrão de hospital". Teve grande participação no programa durante a década de 1980, ao contrário da década de 1990. Faleceu em 2003.
- Conrado (Conrado Fernandes Antunes) : Outro também tímido e alto mineiro com personalidade boa e madura  .  É romântico , extrovertido , alegre ,  brincalhão , apaixonado por várias garotas e muito sério . Conrado também gosta muito de música porquê gosta de cantar e de tocar violão.
- Roberto Guilherme (Edward Guilherme Nunes da Silva): um homem grande, obeso e calvo que, assim como Carlos Kurt, também se destacou no programa interpretando papéis antagonistas. Seu principal trabalho foi dar vida ao seu mais famoso personagem, o Sargento Pincel, que comandava os "soldados" Trapalhões num quartel de exército. Roberto continuou a interpretar seu personagem ao lado de Renato Aragão e Dedé Santana em A Turma do Didi e Aventuras do Didi. Muitos fãs o consideravam como o 'quinto Trapalhão'. Faleceu em 2022.
- Dino Santana (Ondino Sant'Anna): irmão de Dedé Santana. Representava personagens anônimos e sem destaque, o que pode tornar difícil saber quem e como ele é. Foi coadjuvante não só no programa dos Trapalhões até o ano final (1993), mas também em alguns filmes do quarteto, como Os Trapalhões e o Mágico de Oróz, no qual representou o personagem Beato do deserto. Dino foi coadjuvante também no programa Dedé e o Comando Maluco, estrelado por seu irmão Dedé Santana. Faleceu em 2010.
- Ted Boy Marino (Mario Marino): um lutador de luta-livre com um cabelo bem similar ao do personagem He-Man e sotaque espanhol. Faleceu em 2012.
- Tião Macalé (Augusto Temístocles da Silva Costa): um dos mais famosos coadjuvantes. Um homem negro com um sorriso sem-dentes, que quase sempre encerrava suas participações nas cenas com a frase "Nojento!", frase que o fez famoso no Brasil. Faleceu em 1993.
- Felipe Levy (Philippe Charles Achille Levy): outro homem obeso e calvo, frequentemente escolhido para interpretar papéis de chefia, não só nas cenas comuns mas também no quadro do quartel dos Trapalhões, onde atuava como coronel. Por ter pele muito branca e ter cavanhaque, era às vezes chamado de "queijo-com-barba" por Didi. Faleceu em 2008.
- Jorge Laffond (Jorge Luis Souza Lima): um homem alto,negro e afeminado. Participou principalmente dos quadros do quartel dos Trapalhões , interpretando o Soldado Divino, primo de Mussum e também do Trapa Hotel. Faleceu em 2003.
- Mônica Fraga Atuava como coadjuvante em esquetes
- Duda Esteves (Maria Eduarda Esteves e Alves) Atuava no quadro "Trapa Hotel". Nos créditos finais a Duda Esteves estava como Duda ou Duda Little no elenco de apoio.
- Alessandra Aguiar Participou dos quadros "Trapa Hotel" e "Vila Vintém"
- Aldro Cunha: Um homem com pouco cabelo grisalho e gordo que sempre fazia os comerciantes Portugueses azarados que sempre levam calote dos Trapalhões, por exemplo: sorveteiro, quitandeiro, vendedor de cachorro quente e dono de boteco.

### Outros
Outros coadjuvantes e convidados (participantes de alguns quadros), alguns com muitas participações, alguns deles foram:
- Costinha
- Isaac Bardavid (O famoso dublador brasileiro do Tigrão, Wolverine)
- Jorge Lafond
- Older Cazarré
- Selma Lopes (A famosa dubladora brasileira da Can de Winnie the Pooh , Marge Simpson de Os Simpsons, Mãe de Os Sete Monstrinhos, Zira do filme O Rei Leão 2 - O Reino de Simba)
- Maurício do Valle
- Ivan Setta
- João Carlos Barroso
- Jorge Cherques
- Dary Reis
- Augusto Olímpio
- Terezinha Elisa
- Zilda Cardoso (a famosa Catifunda)
- Arnaud Rodrigues
- Armando Bógus
- Carlos Alberto de Nóbrega (O apresentador de "A Praça é Nossa)
- Marcelo de Nóbrega
- Elizângela
- Chico Anysio
- Pelé
- Otávio Augusto
- Nizo Neto (dublador brasileiro)
- Lúcio Mauro
- Zezé Macedo
- Luiz Armando Queiroz
- Alberto Perez
- Colé Santana
- Rogério Cardoso,
- Mônica Fraga atuava como coadjuvante em quadros variados entre eles o Trapa Hotel  dentre muitos outros.

Houve também diversas homenagens a cantores no programa dos Trapalhões; alguns deles foram: Ritchie, cantando sua música Transas; Joanna, com a sua Sonho a Dois; Sidney Magal, com algumas músicas, incluindo as Meu Sangue Ferve Por Você e Sandra Rosa Madalena; Ney Matogrosso, com muitas músicas, destacando-se Pa-Ran-Pan-Pan,Bandido Corazón e Homem com H; Caetano Veloso com Superbacana e A Filha da Chiquita Bacana; e Marcos Valle com sua Estrelar.

## Produção

### A direção
Vários profissionais passaram a ser diretores do programa dos trapalhões, alguns deles foram:
Direção
- Adriano Stuart (geral) 1981-1982
- Augusto César Vannucci (geral) 1977-1980
- Carlos Manga (geral) 1986-1987
- Fernando Gueiros 1994-1995
- Gracindo Júnior (geral) 1983-1984
- José Lavigne (geral) 1993-1994
- Márcio Trigo e Paulo Aragão (assistentes) 1993-1994
- Maurício Sherman 1990-1992
- Maurício Tavares (geral) 1987-1988
- Oswaldo Loureiro (geral) 1982-1983
- Paulo Aragão 1995
- Paulo Araújo (geral) 1984-1985
- Walter Lacet (geral) 1986
- Wilton Franco (também esteve na redação, na redação final e geral) 1988-1992

### A supervisão de criação
Só um profissional passou a ser supervisor de criação do programa dos trapalhões, esse foi Chico Anysio.

### A supervisão artística
Só um profissional passou a ser supervisor artístico do programa dos trapalhões, esse foi:
- Maurício Sherman

### A redação e redação final
Vários profissionais passaram a ser redatores e redatores finais dos programas dos trapalhões, alguns deles foram:
- 1982-1984: Carlos A. de Nóbrega, Roberto Silveira, Wilson Vaz, Emanuel Rodrigues, Expedito Faggioni, Marco Serrate e Renato Aragão.
- 1984-1985: Carlos A. de Nóbrega, Renato Aragão, Emanuel Rodrigues, Expedito Faggioni, Arnaud Rodrigues, Humberto Ribeiro, Mário Alimari, Nelson Batinga e Bráulio Tavares.
- 1985-1986: Carlos Alberto Nóbrega, Roberto Silveira, Renato Aragão, Expedito Faggioni, Emanoel Rodrigues, Marcos César, Humberto Ribeiro e Geraldo Alves
- 1986-1987: Carlos Alberto Nóbrega, Roberto Silveira, Renato Aragão, Expedito Faggioni, Emanoel Rodrigues, Humberto Ribeiro, Gugu Olimecha e Celso Magno (Baiaco), com redação final de Carlos Alberto Nóbrega e Roberto Silveira.
- 1987-1988: Alberto Dini, Emanoel Rodruigues, Expedito Faggioni, Francisco de Assis, Humberto Ribeiro, Lipe, Marcos César, Marcos Serrate, Renato Aragão e Sérgio Valezin, com redação final de Renato Aragão.
- 1988-1989: Emanoel Rodrigues, Gilberto Fernandes, Gilberto Garcia, Humberto Ribeiro, Lipe, Mauro Wilson, Paulo de Andrade, Sérgio Valezim, Renato Aragão e Wilton Franco, com redação final de Wilton Franco e Renato Aragão.
- 1989-1990:  Emanoel Rodrigues, Gilberto Fernandes, Gilberto Garcia, Humberto Ribeiro, Lipe, Mauro Wilson, Paulo de Andrade, Roberto Silveira, Sérgio Valezin, Walter Stuart, Renato Aragão e Wilton Franco, com redação final de Renato Aragão e Wilton Franco.
- 1990-1991: Elisa Palatnik, Emanoel Rodrigues, Expedito Faggionni, Humberto Ribeiro, José Sampaio, Luiz Carlos Góes, Mário Tupinambá, Mauro Wilson, Papa Camargo, Paulo de Andrade, Paulo Duarte, Roberto Silveira e Rose Duarte, com redação final de Wilton Franco e Renato Aragão.
- 1991-1992: Expedito Faggioni, Gugu Olimecha, Humberto Ribeiro, José Sampaio, Júlio Braz, Mauro Wilson, Paulo de Andrade, Paulo Duarte, Roberto Silveira, Rose Larrea e Wilson Vaz, com redação final de Wilton Franco e Renato Aragão.
- 1992-1993: Redatores: Expedito Faggioni, Gilberto Fernandes, Humberto Ribeiro, Lipe, José Sampaio, Mauro Wilson, Paulo de Andrade, Paulo Duarte e Roberto Silveira, com redação final de Wilton Franco e Renato Aragão.
- 1993-1994: Redação Final: Mauro Wilson e João Motta, com redação de Aloísio de Abreu, Bráulio Tavares, Cláudia Souto, João Carlos Motta, Juca Filho, Lenine, Mané Jacó, Mauro Wilson, Mú Chebabi e Paulo de Andrade

## História

### Primórdios
Sua estreia ocorreu em 1966, na TV Excelsior de São Paulo, com o nome Os Adoráveis Trapalhões. Reunia na sua fórmula quatro tipos: o galã Wanderley Cardoso, o diplomata Ivon Cury, o estourado Ted Boy Marino e o palhaço Renato Aragão, o "Didi Mocó", além de Manfried Sant'Anna, o "Dedé Santana" e Roberto Guilherme, o eterno Sargento Pincel. Com a saída de alguns desses integrantes, e a entrada do sambista participante de Os Originais do Samba Antônio Carlos Bernardes Gomes (o "Mussum") em 1972 e de Mauro Faccio Gonçalves (o "Zacarias") em 1976, consolidou-se o grupo que iria mais tarde tornar-se um dos quadros mais famosos da TV brasileira.
Na TV Record, estreando em 1972, o programa foi chamado de Os Insociáveis, o que desagradava Renato Aragão. Ao passar para a TV Tupi em 1974, ele fez com que o nome de Os Trapalhões se fixasse como sendo o do grupo (também incluiu Zacarias, no lugar de Roberto Guilherme, que antes completava o quarteto como "Beto"). Ali, Os Trapalhões conseguiram maior audiência em seu horário do que o quase sempre líder de audiência Fantástico, na cidade de São Paulo.[carece de fontes?] Mas a antiga emissora já apresentava muitas dificuldades financeiras, o que trouxe inúmeros problemas aos artistas. Finalmente, o programa foi para a TV Globo em 1977, onde conseguiu um sucesso duradouro até 1995, com reprises de 1996 até 1999.[carece de fontes?]

### Estreia na TV Globo
Em 1977, o diretor de operações da TV Globo, José Bonifácio de Oliveira Sobrinho, o Boni, convidou os Trapalhões para levar seu programa para a emissora. Renato Aragão conta que temia aceitar a proposta.[carece de fontes?] Afinal, na Tupi, ele tinha toda a liberdade para ser irreverente o quanto quisesse. A Globo era conhecida pelo seu padrão de qualidade mais formal, e o humorista não tinha certeza se os Trapalhões se encaixariam nele. Para não ter que recusar formalmente a proposta, ele chegou a fazer uma lista de exigências de três páginas na qual determinava quais seriam o diretor, redator e o horário do programa. Para sua surpresa, Boni aceitou sem questionamentos as exigências. Os Trapalhões mudaram, então, de emissora. Depois de dois especiais exibidos dentro da faixa de programação Sexta super, às 21h, em janeiro e fevereiro, Os Trapalhões estreou em 13 de março de 1977, aos domingos, antes do Fantástico. O programa apresentava uma sucessão de esquetes entremeados com números musicais, exibidos sem aparente conexão, exceto a presença dos próprios Trapalhões.
Um quadro mais longo, cheio de ação e diálogos, podia ser seguido por uma sucessão de gags visuais curtas e um quadro fixo como o Trapaswat, uma paródia do seriado americano SWAT. O diretor Augusto César Vannucci citava as chanchadas e a comédia pastelão como principais referências, mas não havia um formato pré-estabelecido. Segundo Renato Aragão, qualquer ideia podia virar um esquete a qualquer momento. Ele conta que, certa vez, a caminho do estúdio, ouviu no rádio a canção Teresinha, de Chico Buarque. Achou que a letra – a história de vários amores do ponto-de-vista de uma mulher – daria um quadro para Os Trapalhões. Ao chegar ao Teatro Fênix, onde era gravado o programa, escreveu ele próprio o esquete e, no mesmo dia, gravou uma espécie de videoclipe satírico no qual o quarteto interpretava os personagens da música. Foi a primeira de uma série de paródias de musicais que marcaram o humorístico. Os Trapalhões também costumavam participar dos números dos cantores convidados. Quando Ney Matogrosso foi ao programa, Didi estava trajando figurinos e maquiagem idênticos aos dele, por exemplo. Situação parecida aconteceu em outras ocasiões com outros artistas, como Elba Ramalho e Tony Tornado.
O programa também tinha outros atores fixos que não faziam parte do quarteto principal: o hilariante Tião Macalé (que imortalizou o bordão "Ih! Nojento!"), Jorge Lafond (que satirizava os homossexuais), Emil Rached (o gigante atrapalhado de 2,23 m), Carlos Kurt (o "alemão" de olhos esbugalhados e sempre mal-humorado), Felipe Levy (frequentemente no papel de "chefe" ou "comandante"), Roberto Guilherme (o eterno "Sargento Pincel", quase o quinto trapalhão, uma vez que acompanhou o grupo em toda sua trajetória), Dino Santanna (irmão de Dedé Santana), o anão Quinzinho entre muitos outros.

### Quinze anos dos Trapalhões
Foi nesse contexto de ampla aceitação que o grupo comemorou 15 anos de existência, com o especial Os Trapalhões – 15 anos, exibido no domingo, dia 28 de junho de 1981, no último domingo do mês, durante sete horas, com a participação de quase todo o elenco da TV Globo, jornalistas e músicos convidados. O especial também serviu para divulgar a campanha em favor dos portadores de deficiência visual, promovendo a doação de córneas e de bolsas de emprego em todo o país. Nesse ano, sob direção de Adriano Stuart e redação de Gilberto Garcia, Os Trapalhões já tinha um público notoriamente infantil e foi nessa época que o quarteto alcançou grande repercussão, principalmente depois dos sucessos que fizeram no Festival de Berlim. Tanto o público quanto os críticos passaram a ver os quatro integrantes do grupo como os principais representantes nacionais da comédia infantojuvenil.

### 1982 e 1983
Em 1982, o programa ganhava a direção de Osvaldo Loureiro, o público passou a assistir a gravação de alguns quadros no Teatro Fênix (Rio de Janeiro). Em maio de 1983, o programa iniciou uma nova fase com Gracindo Júnior (direção) e Carlos Alberto de Nóbrega (redação). Além dos tradicionais esquetes isolados, as comédias teatrais bastante conhecidas foram adaptadas para o humor do programa. Shows eram gravados mensalmente com a participação do público. Passaram também a ser incluídas gravações externas. Ainda em 1983, foi exibida a campanha Nordeste Urgente até 1985. Na redação de 1983, que além de Renato Aragão e Carlos Alberto de Nóbrega, estavam Roberto Silveira, Wilson Vaz, Emanoel Rodrigues, Expedito Faggioni e Marcos Serrate.

### Separação (1983) e a campanha SOS Nordeste
O programa passou por um período delicado quando os Trapalhões decidiram se separar. Dedé, Mussum e Zacarias romperam com a Renato Aragão Produções, empresa que cuidava dos negócios do grupo, formaram sua própria empresa (Demuza) e optaram por seguir sozinhos na carreira cinematográfica e deixar o programa. A separação durou cerca de seis meses, período em que Renato Aragão estrelou sozinho o programa. A TV Globo exibiu uma programação especial dedicada aos nordestinos, com 12 horas de duração. Renato Aragão apresentou a campanha SOS Nordeste e Os Trapalhões sem Dedé, Mussum e Zacarias, sendo que estes estavam no antigo programa humorístico "A Festa É Nossa".

### Retorno
No final de 1983, por iniciativa própria, os humoristas decidiram voltar com o quarteto. Depois do período de afastamento, que Renato Aragão passou a chamar de “férias conjugais”, Os Trapalhões voltaram em grande estilo no domingo, dia 25 de março de 1984, num programa que contou com a participação de Chico Anysio. Em um cenário todo branco, exceto por alguns esparsos elementos de cena – uma árvore e alguns soldadinhos de chumbo, vivamente coloridos –, o comediante contou a história dos Trapalhões para uma pequena plateia formada por Simony, a apresentadora da Turma do Balão Mágico; Isabela Bicalho, a Narizinho do Sítio do pica-pau amarelo; e Gabriela Bicalho, atriz mirim do elenco da novela Champagne. Ilustrando a fala de Chico Anysio, imagens de arquivo relembraram o início da carreira do grupo, seus sucessos no cinema e momentos marcantes na televisão. Em seguida, Renato Aragão, Dedé Santana, Mussum e Zacarias entraram em cena, trajando smokings e, emocionados, se reapresentaram para o seu público.

### 1984, 1985 e 1986
Sob direção de Paulo Araújo, em 1984, o quarteto teve uma renovação na linguagem visual para dar uma maior unidade, com a base do cenário sendo branca, mudando a cor apenas dos elementos de cena. Passaram a ser usados pela primeira vez bordões pelo grupo (Acredite, mas não é; Dez, nota dez). Em 1985, os humoristas gravaram uma série de catorze episódios em Los Angeles. A partir de 1986, Com direção geral de Walter Lacet, o programa começou a focar mais o público infantil, com quadros direcionados para essa faixa etária e uso dos efeitos especiais. Em agosto do mesmo ano, Carlos Manga passa a dirigir o programa, fazendo quadros mais curtos e interligados uns aos outros.

### Plateia
Os Trapalhões passou a contar com uma plateia presente às gravações no Teatro Fênix, a partir de 1982, quando o programa era dirigido por Oswaldo Loureiro. Os esquetes eram encenados como se fosse um programa ao vivo, com o mínimo de pausa para a mudança de cenários e figurinos. As constantes improvisações do grupo se tornaram ainda mais frequentes diante de um público que parecia adorar o espírito anárquico dos comediantes. Mais tarde, os “cacos” que resultavam em erros e forçavam a equipe a ter que refazer as cenas – em boa parte das vezes porque o elenco se perdia em gargalhadas descontroladas – passaram a ser exibidos em edições especiais do programa no final do ano, tamanho sucesso faziam aos olhos da plateia.
Em 1983, o programa passou a ser dirigido por Gracindo Júnior e redigido por Carlos Alberto de Nóbrega. Gracindo Júnior imprimiu um formato diferente a cada semana, sem fugir do humor característico dos Trapalhões. Assim, em um domingo o programa podia adaptar comédias teatrais; em outro, se transformar num show circense e, no seguinte, apresentar os tradicionais esquetes isolados. Ainda em 1983, houve uma separação não amigável entre os integrantes do grupo!

### Os Trapalhões nas ruas e o SOS Nordeste
Em 1984, Os Trapalhões passou a ser dirigido por Paulo Araújo. Na equipe de redação estavam, além do próprio Renato Aragão, Carlos Alberto de Nóbrega, Emanuel Rodrigues, Expedito Faggioni, Arnaud Rodrigues, Humberto Ribeiro, Mário Alimari, Nelson Batinga e Bráulio Tavares. O número de quadros do programa aumentou consideravelmente – agora eram cerca de 20 por semana – assim como as cenas externas. Um dos quadros, Jabagnum – sátira ao seriado policial Magnum, exibido pela TV Globo – tinha várias sequências em que Didi corria pelas ruas do Rio de Janeiro envergando camisa havaiana e bigode iguais aos de Tom Selleck, astro do seriado. Em 1985, Didi, Dedé, Mussum e Zacarias foram gravar nos Estados Unidos uma série de 14 episódios que foi exibida a partir de abril, no bloco final do programa. A série mostrava os Trapalhões envolvidos em confusões e perseguições pelas ruas de Los Angeles. Em 1985, o primeiro programa contou com participação de vários artistas, durou quatro horas em um dia de domingo de agosto e teve nome de SOS Nordeste. Na redação do programa Os Trapalhões de 1985, que além de Renato Aragão e Carlos Alberto de Nóbrega, estavam Roberto Silveira, Expedito Faggioni, Emanoel Rodrigues, Marcos César, Humberto Ribeiro e Geraldo Alves.

### Novas mudanças
Os Trapalhões passou por uma reformulação em março de 1986, quando Walter Lacet assumiu a direção geral do programa. A principal novidade foi a criação de quadros dirigidos especificamente para crianças. Embora fosse um humorístico bastante abrangente, o programa sempre teve grande apelo junto ao público infantil, com uso frequente de efeitos especiais. Renato Aragão classifica seu humor como primordialmente simples e de fácil assimilação. Outra mudança foi a diminuição do número de esquetes independentes em favor de quadros que reuniam Didi, Dedé, Mussum e Zacarias. Atores do elenco da TV Globo que, em geral não costumavam aparecer em humorísticos, foram convidados especiais do programa. Em agosto, Carlos Manga assumiu a direção geral. O número de gravações externas aumentou e os esquetes, agora mais curtos e rápidos, passaram a ser interligados. Dedé Santana passou a ser também co-diretor. A equipe de redação nessa época contava com Carlos Alberto da Nóbrega, Roberto Silveira, Gugu Olimecha, Expedito Faggioni, Humberto Ribeiro, Emanoel Rodrigues, além do próprio Renato Aragão e Celso Magno, o baiaco, que era também o dublê de Renato Aragão nas cenas perigosas. Carlos Alberto da Nóbrega e Roberto Silveira assinavam a redação e redação final.

### O especial de 20 anos dos Trapalhões e o início da campanha Criança Esperança
No domingo, dia 28 de dezembro de 1986, os Trapalhões comemoraram 20 anos de carreira com um programa especial dedicado à Campanha do Menor Carente, que marcava o início de uma série de campanhas sociais que seriam exibidas pela TV Globo no decorrer do ano seguinte. Transmitido ao vivo do Teatro Fênix, 20 Anos Trapalhões – Criança Esperança foi ao ar às 11h05 da manhã e se estendeu por nove horas. Em cada um dos seus 28 blocos, fazia-se um balanço das doações da campanha e eram exibidas vinhetas sobre os direitos das crianças, entrevistas com convidados e documentários sobre experiências de apoio e recuperação de menores de rua. A partir de então, a TV Globo passou a exibir anualmente o especial Criança Esperança. No mesmo ano, a Globo exibiu um programa especial de vinte anos dos Trapalhões que ficou por nove horas no ar, com vinte e oito quadros e uma campanha dedicada ao menor e jovem carente. O programa comemorativo 20 Anos Trapalhões  – Criança Esperança iniciou oficialmente e definitivamente a campanha do menor e do jovem carente de todo o Brasil, chamada Criança Esperança, organizada pela Unicef, então parceira da TV Globo durante 18 anos (1986-2003). Antes, o Criança Esperança era chamado de SOS Nordeste, idealizado pelo próprio Renato Aragão.

### Reformulações
Em 1987, ocorreram novas mudanças: Maurício Tavares assumiu a direção geral e inseriu quadros inéditos, além de humorísticos musicais (com a presença de cantores convidados). Em 1988, Wilton Franco assumiu a redação, redação final e direção geral do programa, que ganhou shows ao vivo com a participação do público e o público infantil passou a ganhar mais atenção, com brincadeiras, atrações e quadros voltados para esse público. O quarteto ainda se tornou parte integrante do elenco do extinto programa de rádio A Turma da Maré Mansa, transmitido pela Rádio Globo. Nesse ano o novo quadro fixo, Quartel Trapalhão foi criado e tornou-se um grande sucesso. Os soldados eram o quarteto, além de atores que participavam e provocavam o Sargento Pincel, interpretado por Roberto Guilherme. Na equipe de redação de 1987 que além do humorista Renato Aragão, estavam Alberto Dini, Emanoel Rodrigues, Expedito Faggioni, Francisco de Assis, Humberto Ribeiro, Lipe, Marcos César, Marcos Serrate e Sérgio Valezin. Na redação de 1988 o diretor geral passa a ser Wilton Franco, e na equipe saem Dini, Faggioni, Assis, César e Serrate; entram o ator Gibe, Gilberto Garcia, Mauro Wilson, Paulo de Andrade e Roberto Silveira. No ano seguinte, Walter Stuart junta-se à equipe.

### Sem Zacarias (1990-1993)
No dia 18 de março de 1990, Zacarias morreu de insuficiência respiratória, antes do início da temporada do programa naquele ano. Segundo Renato Aragão, o impacto da morte do companheiro por pouco não representou o fim do grupo. Ele conta que, uma vez decidido que eles continuariam a trabalhar como forma de homenagear a memória de Zacarias, a estrutura dos Trapalhões precisou ser reinventada de forma a suprir a ausência do amigo. De fato, a estreia da nova temporada foi atrasada para o dia 8 de abril. A direção geral do programa continuava a ser de Wilton Franco e a supervisão de criação, que passou a ser de Chico Anysio, que trouxe mudanças significativas. O humorístico passou a ser dividido em duas partes. A primeira apresentava shows musicais e esquetes de humor em que Didi, Dedé e Mussum contracenavam com vários comediantes e convidados. No mesmo ano, fazia a sua estreia no programa o cantor Conrado, que era o galã do grupo e ficou por três anos e 9 meses no programa. Durante o programa ele engatou um relacionamento com a Paquita Andréia Sorvetão, que dura até hoje.
A segunda parte trazia sempre uma aventura passada no quadro Trapa Hotel. Um estabelecimento meio decadente que tenta a todo custo se manter apesar das confusões do gerente Didi; do secretário de esportes e lazer Dedé e do segurança Mussum. Os demais funcionários eram o cozinheiro Divino (Jorge Lafond), o carregador de bagagens Sorriso (Tião Macalé) e o diretor Batatinha (Roberto Guilherme). A atriz mirim Duda Little tinha participação no quadro como filha adotiva e melhor amiga de Didi e passou a fazer parte do elenco de apoio, mesmo contracenando com vários comediantes e convidados. Criado pela cenógrafa Leila Moreira, o cenário do Trapa Hotel - construído no Teatro Fênix – tinha dois andares, elevador panorâmico e porta de entrada giratória. O Trapa Hotel continuou a ser exibido em 1991, mas a primeira parte do programa sofreu mudanças. O palco do Teatro Fênix se transformou em um bairro típico de uma grande metrópole, com prédios altos, letreiros em néon, becos escuros, carros passando e muita fumaça. Nesse cenário, cantores convidados se apresentavam e novos quadros fixos - como a Oficina dos Picaretas e O Filho do Computador, algumas das enquetes do ano anterior foram mantidas, como o anão Ananias, feito por Renato Aragão. Na redação de 1990, estavam Elisa Palatnik, Emanoel Rodrigues, Expedito Faggionni, Gugu Olimecha, Humberto Ribeiro, José Sampaio, Luiz Carlos Góes, o comediante Mário Tupinambá, Mauro Wilson, Papa Camargo, Paulo de Andrade, Paulo Duarte, Roberto Silveira e Rose Duarte. Na redação de 1991 estavam Expedito Faggioni, Gugu Olimecha, Humberto Ribeiro, José Sampaio, Júlio Braz, Mauro Wilson, Paulo de Andrade, Paulo Duarte, Roberto Silvera, Rose Larrea e Wilson Vaz. A redação final do programa ficava a cargo do humorista Renato Aragão e do diretor geral Wilton Franco. Chico Anysio continuava com a supervisão de criação. No ano seguinte, o rap foi incorporado ao programa. Maurício Sherman que retornava a emissora, passou a dirigir o programa, juntamente com Wilton Franco.

### Os Trapalhões 25 Anos e a programação especial
Em julho, para celebrar os 25 anos dos Trapalhões, a TV Globo apresentou uma programação especial, com 25 horas de duração, durante a qual foram lançadas campanhas de conscientização sobre os direitos da criança, com arrecadação de donativos para as obras da Unicef. As comemorações tiveram início no sábado, dia 27, a partir de uma matéria do Jornal Nacional, seguida de flashes ao vivo do Teatro Fênix.
No dia 28, a programação teve início às 7 horas com a missa celebrada ao vivo pelo cardeal D. Eugênio Salles e terminou no fim da noite, no Teatro Fênix, com a despedida e o agradecimento dos Trapalhões ao público. O especial Trapalhões 25 Anos – Festa da Amizade teve direção geral de Aloysio Legey e Walter Lacet e direção de Maurício Sherman e Wilton Franco. No mesmo ano, a Globo exibiu uma programação especial de vinte e cinco anos que ficou no ar durante 25 horas. A edição especial da Escolinha do Professor Raimundo no sábado, dia 27 ou no domingo, dia 28 com os atores e atrizes da Globo, fez uma emocionante homenagem ao saudoso Mauro Gonçalves, o Zacaria, feito pelo saudoso mestre do humor Chico Anysio.

### Vila Vintém
Em março de 1992, foi estreada a A Vila Vintém, que mostrava histórias passadas em uma rua de subúrbio, além da Agência Trapa Tudo. Didi era o vagabundo "Bonga", personagem que já havia interpretado em filme dos anos 1970, e acolhia a menina "Tininha" (Alessandra Aguiar), fugida de um orfanato – o primeiro quadro da dupla fez clara referência ao O garoto, de Charles Chaplin; Dedé era o dono de uma oficina; Mussum o mordomo de uma casa rica. Na redação de 1992 estavam Expedito Faggioni, Gilberto Fernandes, Humberto Ribeiro, Lipe, José Sampaio, Mauro Wilson, Paulo de Andrade, Paulo Duarte e Roberto Silveira. como em 1990 e 1991, a redação final ficou a cargo do humorista Renato Aragão e do saudoso diretor Wilton Franco.

### Inovações
Com a missão de renovar a linguagem d'Os Trapalhões, José Lavigne assumiu a direção geral em 1993 e promoveu modificações radicais no programa. A plateia foi abolida e os esquetes deixaram de ser pontuados pelas risadas da claque. A primeira parte do programa trazia esquetes variados em que Didi, Dedé e Mussum contracenavam com o elenco do ano anterior. Alguns desses esquetes eram fixos, como Os piratas, em que os Trapalhões, caracterizados como os próprios piratas, apareciam nas situações mais inusitadas, e também bastava Didi mencioná-la para aparecerem repentinamente uma multidão de piratas para atacar todos os presentes na cena. A origem do quadro deu-se devido à frase OOS PIRATAAA!, que Didi repetia várias vezes durante as cenas da temporada de 1993, e que acabou dando origem ao quadro fixo, assim como criou outros quadros, como O Mestre (pronunciado do mesmo jeito de OOS PIRATA: OOO MESTRE!), que se passava em um templo onde Mussum era um velho mestre chinês e Didi era Bruce Lindo, seu aprendiz. A redação final era de Mauro Wilson e depois João Motta, a colaboração foi do grupo Casseta & Planeta, os diretores assistentes eram Márcio Trigo e Paulo Aragão e a direção geral coube a José Lavigne. A supervisão artística era de Maurício Sherman. Na redação de 1993 estavam Aloísio de Abreu, Bráulio Tavares, Claudia Souto, João Carlos Motta, o ator Juca Filho, o cantor Lenine, Mané Jacó, Mauro Wilson, Mu Chebabi e Paulo de Andrade.
A segunda parte do programa, em 1993 era dedicada à comédia Nos cafundós do brejo, escrita pelos humoristas do Casseta & Planeta e pelo dramaturgo Carlos Lombardi. Com uma linguagem entre o sitcom e as histórias em quadrinhos, o quadro mostrava o cotidiano de Zé do Brejo, personagem de Renato Aragão, e sua vida numa fazenda caindo aos pedaços. No elenco também estavam Alessandra Aguiar, Sérgio Mamberti, Chico Diaz, Letícia Spiller e Roberto Bomtempo.

### Morte de Mussum
Em 29 de julho de 1994, quando Mussum morreu, em decorrência de problemas no coração, Renato Aragão conta que achou que sua carreira havia chegado ao fim. Depois de prosseguir durante um tempo, o humorista decidiu parar de gravar o programa. Nesse ano, o programa deixou de gravar quadros para exibir apenas reprises, que continuaram até a reestreia do programa, em 1995.
Versões compactas de 25 minutos com os melhores momentos dos Trapalhões desde a estreia em 1977 passaram a ser exibidos de segunda à sexta, às 17h. A direção era de Fernando Gueiros, com supervisão artística de Maurício Sherman.

### Tudo novo em 1995
Os Trapalhões voltou ao ar apenas em 1995, exibido nas tardes de domingo e dirigido por Paulo Aragão Neto, filho de Renato Aragão. Nessa fase, as reprises dos melhores momentos continuaram a ser apresentadas no programa. Em um cenário idealizado por Leila Moreira – um palco fixo de 360°, cercado pela plateia e com um fundo composto por um telão com nove telas planas e mais 25 monitores, que faziam uma moldura em torno das telas –, Didi e Dedé organizavam brincadeiras com a plateia e recebiam artistas convidados, com quem comentavam os esquetes e relembravam suas participações no programa. A função de recepcionar os convidados também cabia às Didicas, duas assistentes de palco vividas por Terezinha Elisa e Roberto Guilherme. As Didicas também participavam das gags com os Trapalhões e apresentavam coreografias entre um quadro e outro. O figurino da dupla era temático, idealizado por Lulu Areal de acordo com os convidados do programa. Já Renato Aragão e Dedé Santana trajavam um figurino sóbrio, diferente de todos os que já usaram no programa. No encerramento, manteve-se a tradição de se mencionar as campanhas da Unicef em prol das crianças carentes. Em julho, o programa estreou o quadro Plantão Trapalhão, no qual Alessandra Aguiar apresentava entrevistas curtas feitas com personalidades, transmitidas através do telão, e contracenava com Renato Aragão no palco. Em agosto, o programa ainda apresentou novas mudanças: Didi e Dedé estrelavam versões bem-humoradas de clássicos infantis e esquetes com a participação de humoristas como Tom Cavalcante e Eliezer Motta, entre outros. Mas nesse mesmo mês, o programa foi cancelado.

### Trinta anos de grandes alegrias e emoções
Em 1996, os comediantes e humoristas Renato Aragão e Dedé Santana foram os apresentadores do 11° show especial do programa Criança Esperança, Os Trapalhões 30 Anos. Esse especial reuniu parte de todo o grande elenco da Globo e artistas diversos. O especial Criança Esperança, Os Trapalhões 30 Anos foi criado por Aloysio Legey, Paulo Netto e Mauro Monteiro, teve direção de Aloysio Legey e Paulo Netto e direção geral com núcleo de Aloysio Legey. O especial também homenageou os 30 anos do grupo humorístico Os Trapalhões, representados pelo trio humorístico Didi, Dedé e Sargento Pincel, respectivamente (Renato Aragão, Dedé Santana e Roberto Guilherme). O programa humorístico e o grupo humorístico Os Trapalhões seria extinto definitivamente em 1997. No mesmo ano, a Globo exibiu um programa especial com os 30 anos dos Trapalhões, com 2 horas de duração. Com direção geral e com núcleo de Aloysio Legey, direção de Aloysio Legey e Paulo Netto e criação de Aloysio Legey, Paulo Netto e Mauro Monteiro, o show Criança Esperança 96 trouxe uma homenagem emocionante aos 30 anos dos Trapalhões, com Renata Ceribelli, crianças e os atores Marcos Frota e Suzana Vieira.

### Palavrões em humor ingênuo
Mesmo que a trupe de humoristas usasse uma temática mais ingênua e com humor pastelão, alguns filmes dos Trapalhões tiveram palavras de baixo calão e seus produtores se esqueceram de cortar ou censurar algumas cenas dos mesmos.

### Atualmente
Após várias discussões e debates na TV Globo, Dedé reergueu sua parceria com Renato no programa de televisão A Turma do Didi, dirigido por Guto Franco. O episódio foi transmitido no domingo, dia 22 de junho de 2008 e contou com a participação dos amigos juntos. Após os momentos de nostalgia e brincadeiras entre a equipe técnica, que confirma que Didi ficou à vontade ao trabalhar com Dedé, o elenco surpreendeu-os com bolo e festa pela presença do humorista novamente na trupe. Foram quase quinze anos de distância profissional ou pessoal, mas a amizade, dizem eles, continua a mesma. Apesar de toda a alegria do reencontro, nenhuma menção ao extinto Os Trapalhões foi feita. "Reviver o passado é muito duro para nós dois", explica Aragão, o Didi, adicionando que "não podemos fazer nenhuma referência; foi uma época de ouro, agora é outro trabalho, novos tempos". Em 2010, a série deu lugar a Aventuras do Didi, que manteve o mesmo formato e foi cancelada em fevereiro de 2013.
Em 2014, Renato Aragão e Dedé Santana atuaram em Os Saltimbancos Trapalhões - O Musical,  montada por Charles Möeller e Claudio Botelho, a peça no entanto não é um remake do filme original, mas sim uma nova adaptação do musical Os Saltimbancos de Sergio Bardotti e Luis Enríquez Bacalov, inspirado no conto Os Músicos de Bremen, dos irmãos Grimm, que em 1977 ganhou uma versão brasileira e músicas adicionais de Chico Buarque. No ano seguinte, foi confirmado um novo filme inspirada no musical, Os Saltimbancos Trapalhões: Rumo a Hollywood lançado em 2017, não se tratando um remake, mas sim de um reboot.
Em 2016, o Canal Viva anunciou a possibilidade de uma releitura de Os Trapalhões, nos moldes do remake da Escolinha do Professor Raimundo, lançado em 2015 Rodrigo Sant'Anna, Mussunzinho (filho do humorista Mussum), Tadeu Mello, Aílton Graça, Rafael Cortez  e Armando Babaioff. chegaram a ser cogitados como os "Novos Trapalhões", diferente da Escolinha, a série é um revival, os personagens serão sobrinhos dos personagens originais.
Renato Aragão foi redator, Mauro Wilson foi redator final e Ricardo Waddington foi diretor geral de gênero. O humorístico completou 40 anos no ar em 2017, quando estreou em 13 de março de 1977. O primeiro ator confirmado foi Lucas Veloso (filho do falecido humorista Shaolin), como Didico, logo se juntaram ao ator e confirmados o cantor Mumuzinho, como Mussa, o humorista ex-Pânico Gui Santana como Zaca e o ator Bruno Gissoni como Dedeco. Também foi confirmado na direção Fred Mayrink. Dedé Santana chegou a recusar participar da nova versão devido a problemas de direitos autorais, mas voltou atrás e está confirmado assim como Nego do Borel, que estará como Tião, em homenagem a Tião Macalé.
A releitura foi exibida de 17 de julho a 19 de novembro de 2017, com apenas 10 episódios, tendo sido cancelada depois do episódio final devido a baixa audiência e recepção desfavorável do público e dos críticos.

## Reprises
Em 1994, quando Mussum faleceu, a Globo passou a reprisar os "melhores momentos dos Trapalhões" dentro do próprio programa. A partir 1998, a emissora passou a exibir o Festival Trapalhões, cujas reprises eram exibidas diariamente às 11h30 da manhã, antecedendo os jornais locais de cada estado. Contudo, na TV Globo São Paulo, elas não iam ao ar devido ao aumento de duração do SPTV, implementado em março do mesmo ano. Os familiares de Mussum e Zacarias passaram a cobrar da Globo os direitos autorais das retransmissões do programa, bem como a utilização da imagem dos dois humoristas. A Globo só pagava pelas reprises no Rio de Janeiro, mas não as retransmissões no restante do Brasil. Devido a isso, as reprises foram extintas a partir de 14 de agosto de 2000, só voltando em 2010 como quadro do Aventuras do Didi, em comemoração dos 50 anos do personagem Didi Mocó.
De 1 de janeiro de 2018 a 13 de janeiro de 2020, as temporadas de 1988 a 1995 foram reprisadas pelo Canal Viva, deixando as temporadas de 1977 a 1987 de lado.

## Aberturas
O programa Os Trapalhões contou com diversas aberturas ao longo de sua história, muitas delas marcadas por criatividade e inovação técnica.

### 1973–76
Em 1974, mediante ao sucesso do grupo, a TV Tupi decidiu criar a primeira abertura animada dos Trapalhões, produzida pelo cartunista Jal. A música de abertura era a canção "Put On a Happy Face", composta por Charles Strouse, na versão da Enoch Light Orchestra. Apesar dos traços s animação simples, foi a primeira abertura animada dos Trapalhões.

### 1977–84

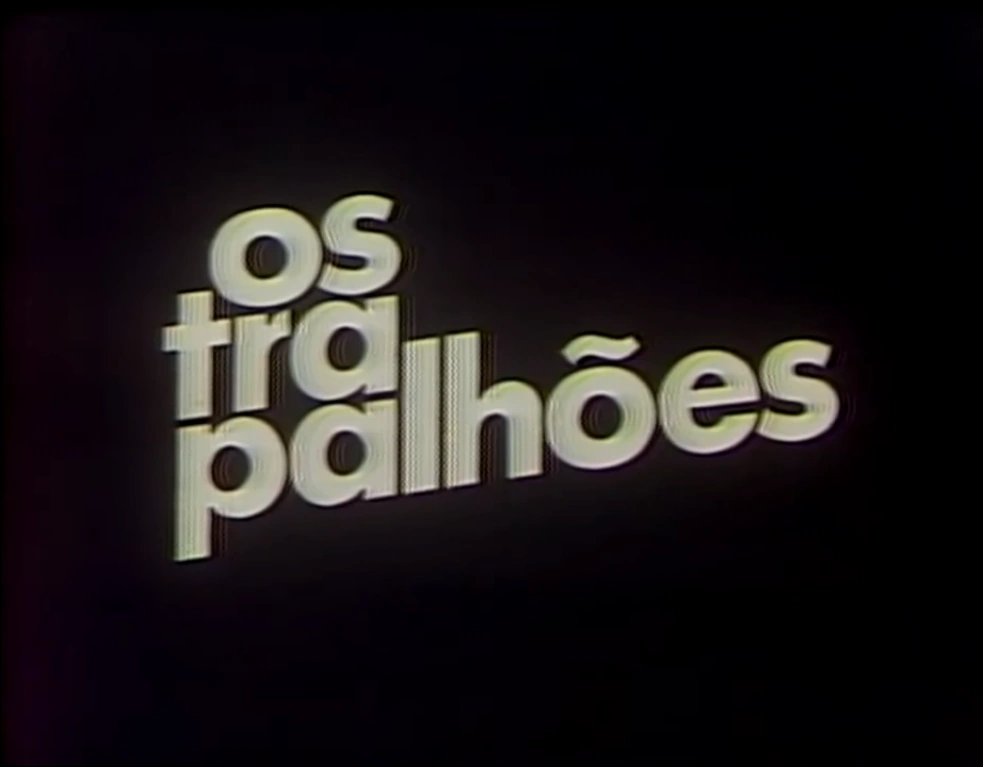
Logotipo do programa entre 1977 a 1984.

A abertura original do programa foi criada pelo diretor de animação Joaquim 3 Rios. A pedido de Boni, a Blimp Film encomendou ao diretor a criação de um storyboard de um minuto para a abertura do programa do grupo recém-contratado pela TV Globo. O trabalho utilizava caricaturas dos personagens principais. Na ocasião, Joaquim desconhecia a trilha sonora que seria posteriormente produzida e sequer sabia o nome oficial do programa.
Tratava-se de um desenho animado que mostrava Didi, Dedé, Mussum e Zacarias em uma sequência de situações cômicas e absurdas. Entre as aventuras exibidas:
- Os quatro escapavam de ser atropelados por uma locomotiva em bicicletas;[34]
- Fugiam da perseguição de um tubarão em alto-mar;[34]
- Atravessavam o sertão vestidos como cangaceiros;[34]
- Subiam a bordo de um navio pirata onde Didi, como capitão, usava uma perna de pau;[34]
- Didi espiava por um estábulo o que parece ser uma mulher de biquíni, mas, ao se aproximar, revelava ser uma vaca na qual estavam montados Dedé, Mussum e Zacarias.[34]

A animação era acompanhada por um tema instrumental que se tornaria icônico e marca registrada do programa, composto pelo diretor musical do atração, José Menezes de França. Ao longo dos anos, o instrumental foi ganhando novos arranjos.

### 1984–89
Em 25 de março de 1984, estreou uma nova abertura, desta vez criada por Hans Donner.  Nessa versão, os quatro comediantes gravaram todas as cenas em película, contracenando como se estivessem em interação com outros personagens. Posteriormente, suas imagens foram coloridas por computador, e elementos de animação foram adicionados. A abertura apresentou situações cômicas com traços realistas que destacavam o absurdo das gags:
- Didi chuta o esqueleto de um boi, que ganha vida e começa a correr atrás dele;[34]
- Dedé aparece como um frentista distraído, quase afogando um cliente com combustível ao se impressionar com a passagem de uma mulher de biquíni;
- Mussum seca um rio, após, acidentalmente, pescar um ralo gigante;[34]
- Zacarias é um caçador que, ao tentar atirar em um passarinho, leva um ovo na cara;[34]
- Didi, como presidiário, realiza embaixadas com a bola de ferro presa ao tornozelo e, ao dar um chute de bicicleta, é arremessado para fora dos muros da prisão.[34]

Renato Aragão revelou que precisou repetir várias vezes a cena do chute de bicicleta sem dublê, até que o diretor aprovasse o resultado. A abertura também trouxe um destaque gráfico: as palavras "Os Trapalhões" foram exibidas com estrelas coloridas nas letras, nas cores azul, vermelha, verde e amarela.

### 1990–92
A abertura de 8 de abril de 1990 foi mais simples em comparação às anteriores. Pela primeira vez desde a estreia do programa, os humoristas não apareceram na vinheta, possivelmente devido ao falecimento de Zacarias em março daquele ano. A vinheta consistiu em uma animação que mostrava as letras da logomarca do programa realizando movimentos de balé até formarem as palavras "OS TRAPALHÕES" em destaque.

### 1992
Em 1992, o trio restante — Didi, Dedé e Mussum — retornou com uma nova abertura. Os personagens apareceram em situações cômicas:
- Mussum era um guarda de trânsito atrapalhado;[34]
- Dedé interpretava um flautista ilusionista;[34]
- Didi era um domador de elefante.[34]

A abertura manteve o destaque visual das palavras "OS TRAPALHÕES", exibidas em tamanho grande.

### 1993–94
Em 1993, foi criada uma nova abertura por Hans Donner. Nessa versão, os protagonistas eram representados como marionetes manipuladas pelos próprios. Mais uma vez, as palavras "OS TRAPALHÕES" foram exibidas em destaque.

### 1994–95:Festival Os Trapalhões
Após a morte de Mussum em 31 de julho de 1994, o programa foi reformatado como "Festival Os Trapalhões", apresentando "os melhores momentos de todos os tempos". A abertura foi semelhante à de 1993, com a adição de montagens de diversas aberturas anteriores.
Em 1995, o programa exibiu sua última abertura. Assim como no ano anterior, a vinheta contou com montagens das aberturas anteriores, marcando o encerramento definitivo d'"Os Trapalhões".

## Os Trapalhões em Portugal
O programa em Portugal contava apenas com Dedé Santana e Renato Aragão (Didi Mocó) e com a paricipação Roberto Guilherme.
Na versão produzida pela SIC a série não contava com Zacarias e Mussum, que já tinham falecido à altura.
Convidados pela SIC para repetirem a proeza que fizeram no Brasil, fizeram então "Os Trapalhões em Portugal". A série durou quatro anos, de 1995 a 1998.
Para além de Didi e Dedé, o show também contava com alguns atores portugueses, como José Boavida, Carlos Sebastião, João Didelet, Raquel Almeida, Rita Aresta, Ana Luís e João Vaz.

## Legado

### Filmes
O primeiro filme foi realizado em 1966 e contava apenas com a dupla Didi e Dedé. Com a formação clássica (que contava ainda com Mussum e Zacarias) foram realizados vinte e três filmes, entre 1978 e 1990. Mais de cento e vinte milhões de pessoas já assistiram a filmes de Os Trapalhões, sendo que sete filmes estão na lista dos dez mais vistos na história do cinema brasileiro. São eles:

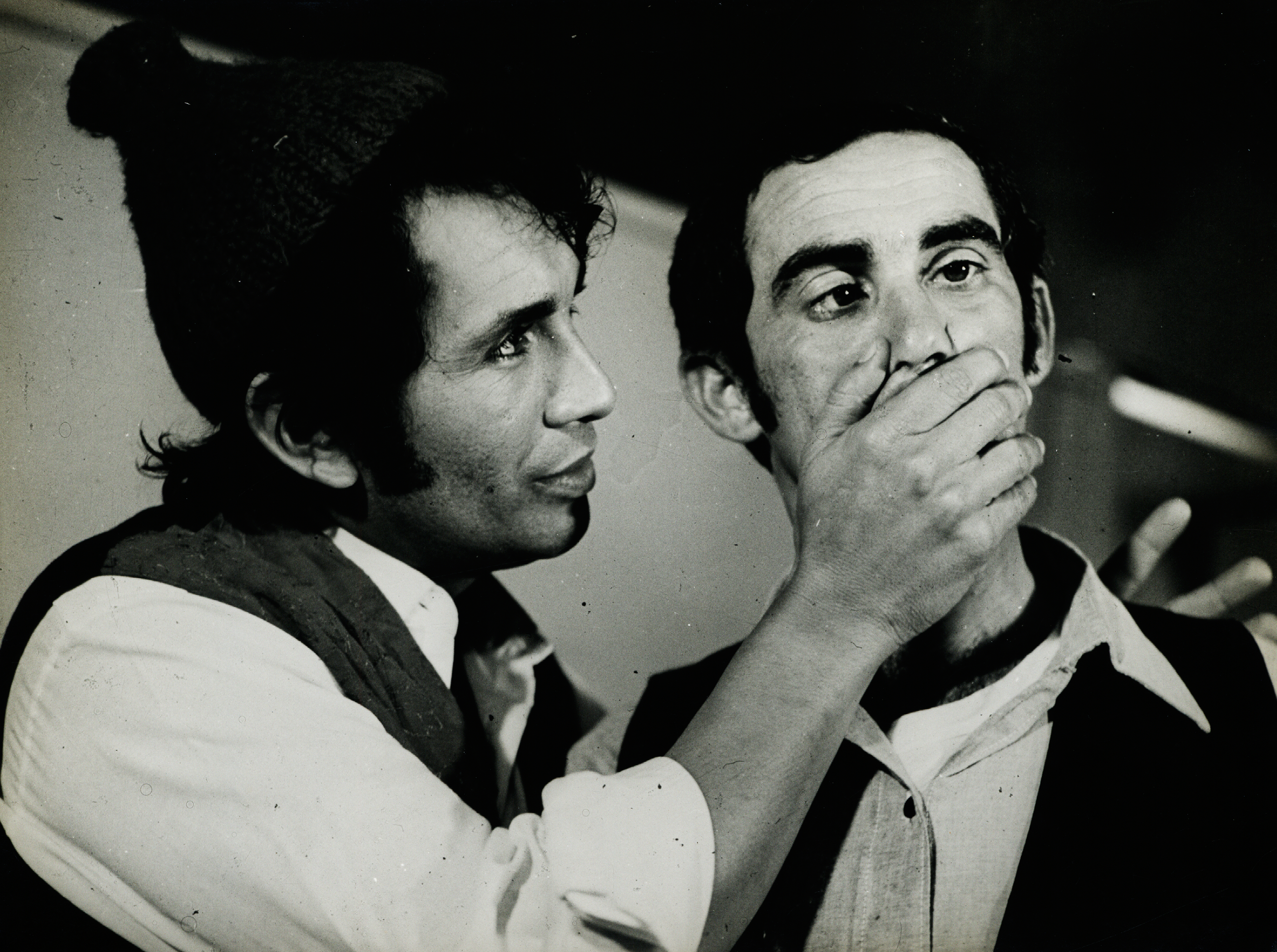
Renato Aragão e Dedé Santana em cena no filme Ali Babá e os 40 Ladrões (1972). Arquivo Nacional.

Cena do filme Os Trapalhões na Serra Pelada (1982)

- 4.º lugar – O Trapalhão nas Minas do Rei Salomão de 1977, com 5,8 milhões de espectadores
- 5.º lugar – Os Saltimbancos Trapalhões de 1981, com 5 milhões
- 6.º lugar – Os Trapalhões na Guerra dos Planetas de 1978, com  5 milhões
- 7.º lugar – O Cinderelo Trapalhão de 1979, com 4,7 milhões

Fotografia promocional de O Cinderelo Trapalhão (1979). Da esquerda para direita, Maurício do Valle, Paulo Ramos, Mussum, Sílvia Salgado, Renato Aragão, Hélio Souto, Christina Rocha e Carlos Kurt. Abaixo: Renato Aragão, Sílvia Salgado, Dedé Santana e Zacarias.

- 8.º lugar – Os Trapalhões na Serra Pelada de 1982, com 4,7 milhões
- 9.º lugar – O Casamento dos Trapalhões de 1988, com 4,5 milhões
- 10.º lugar – Os Vagabundos Trapalhões de 1982, com 4,4 milhões

### Discografia
- Vol. I (1974)
- Volume 2 (1975)
- Os Trapalhões Na TV (1979)
- Os Saltimbancos Trapalhões ‎(1981)
- O Forró dos Trapalhões (1981)
- Os Vagabundos Trapalhões (1982)
- Os Trapalhões Na Serra Pelada (1982)
- O Cangaceiro Trapalhão (1983)
- Atrapalhando A Suate (compacto) (1983)
- O Trapalhão Na Arca de Noé (1984)
- Os Trapalhões E O Mágico de Oróz (1984)
- Pintando o Sete (EMI) (1984)
- A Filha dos Trapalhões (compacto) (1985)
- Os Trapalhões No Reino da Fantasia (compacto) (1985)
- Os Trapalhões No Rabo do Cometa (1986)
- Os Trapalhões (1987)
- Os Trapalhões (1988)
- Amigos do Peito - 25 Anos dos Trapalhões (1991)
- Os Trapalhões (Portugal) (1995)
- Trapalhões E Seus Amigos (1996)
- O Trapalhão E A Luz Azul (1999)
- Didi & Sua Turma (2000)

### Livros
Os Trapalhões possuem três livros que retratam seu trabalho. O primeiro, lançado em 1996, tem o nome Ô Psit, o Cinema Popular dos Trapalhões, da gaúcha Fatimarley Lunardelli. A obra, com tom acadêmico, desvenda as fórmulas usadas pelo quarteto para fazer sucesso também nas salas de cinema. O segundo livro, Os Adoráveis Trapalhões, é de 2007, e foi escrito por Luís Joly, o mesmo autor de Chaves: Foi sem Querer Querendo?. A obra de Joly conta o nascimento, o auge e a separação do grupo, desde a formação original até a última fase, em Portugal. O terceiro livro, O Cinema dos Trapalhões, por quem fez e por quem viu, foi escrito por Rafael Spaca e trata da obra fílmica do quarteto. O livro reúne 132 entrevistas com profissionais que trabalharam com os Trapalhões no cinema, incluindo entrevistas inéditas com Renato Aragão e Dedé Santana. Em 2017 a Editora Estronho lançou o livro As HQs dos Trapalhões, esse livro é organizado por Rafael Spaca.

### Homenagens
Em 1988,  a escola de samba Unidos do Cabuçu prestou homenagem aos Trapalhões com o samba-enredo O mundo mágico dos Trapalhões
Em 2015, o quarteto foi homenageado no Especial Globo 50 Anos. Renato Aragão e Dedé Santana foram surpreendidos no palco por sósias de Mussum e Zacarias, deixando-os as lágrimas.

## Elenco
Ao longo de todos esses anos, fizeram parte do elenco de Os Trapalhões, entre muitos outros:
Alfredo Murphy, Álvaro Aguiar, Apolo Correia, Andrea Veiga, Andréia Faria, Átila Iório, Anderson Müller, Angelito Mello, Augusto Olímpio, Aurimar Rocha, Alessandra Aguiar,  Benjamin Cattan, Bete Mendes, Bia Seidl, Carlos Alberto de Nóbrega, Carlos Eduardo Dolabella, Carlos Koppa, Carlos Kroeber, Carlos Kurt, Carlos Leite, Catalano, Catita Soares, Celso Magno Hofacker Rossatto (Baiaco), Cláudio Lisboa, Colé Santana, Conrado, Cristina Mullins, Cristina Nunes, Darcy de Souza, Dary Reis, Dayse Benvolff, Denny Perrier, Dilma Lóes, Dino Santana, Duda Little, Eduardo Conde, Edna Velho, Eliana Araújo, Eliana Ovalle, Emil Rached, Elizângela, Érica Nunes, Esmeralda Barros, Ewerton de Castro,Felipe Levy, Felipe Wagner, Fernando Multedo, Fernando Reski, Floro José, Francisco di Franco, Glória Costa, Glória Cristal, Gilliane, Hilton Cobra, Humberto Freddy, Iran Lima, Isaac Bardavid, Ivan Mesquita, Ivan Setta, Ivon Cury, Jandir Motta, Jece Valadão, João Carlos Barroso, Jorge Cherques, Jorge Lafond,Júlio César Vieira, Aldine Müller, Alfredo Murphy, Alexandre Régis, Adriana de Broux, Amândio, Anão Quinzinho, André Sabino, Antônio Carlos Pires, Angelo Antônio, Antônio Pedro, Arthur Costa Filho, Ângela Vieira, Augusto Aloísio, Adalberto Silva, Bené,
Benvindo Sequeira, Berta Loran, Brandão Filho, Bruno Mazzeo, Castrinho, Christina Rocha, Older Cazarré, Chico Anysio,
Cláudia Jimenez, Cláudia Savieto, Cláudia Freire, Cléa Simões, Costinha
Dary Reis, Jorgeh Ramos, José Leonardo, José Augusto Branco, Jorge Cherques, Lady Francisco, Lúcio Mauro, Luiz Armando Queiróz, Marina Miranda, Marcelo de Nóbrega, Márcia Cabrita, Marcelo Barauna, Mariette Detotto, Marilu Bueno, Marli Mendes, Marta Bianchi, Marta Pietro, Maurício do Valle, Maurício Mattar, Mônica Fraga, Monique Evans, Monique Lafond, Narjara Turetta, Nelson Caruso, Orlando Drummond, Oberdan Júnior, Otávio Augusto, Olney Cazarré, Osmar Prado, Paulo Figueiredo, Paulo Nolasco, Paulo Rodrigues, Pepita Rodrigues, Roberto Guilherme, Rogério Cardoso, Roberto Lee, Rossane Campos, Reginaldo Primo, Ruth de Souza, Sandoval Motta, Sandra Barsotti, Selma Lopes, Silvia Massari, Silvino Neto, Sônia Maria, Sônia Mamede, Suely Franco, Suzana Mattos, Ted Boy Marino, Terezinha Elisa, Thelma Reston,  Tião Macalé, Tonico Pereira, Tony Tornado, Waldemar Rocha, Walter Santos, Walter Stuart, Wanda Kosmo, Wanderley Cardoso, Wilson Grey, Xuxa Meneghel, Zezé Macedo e Zilda Cardoso.

## Controvérsias

### Politicamente incorreto
O humor dos Trapalhões é hoje considerado politicamente incorreto. Certas falas/atitudes, consideradas comuns no século XX, seriam hoje tratadas como racismo, machismo, sexismo, gordofobia e assédio. Termos proferidos por Didi (a maioria contra o amigo Mussum) seriam considerados preconceituosos, tais como "negão", "cromado", "azulão", "urubu" e "Kunta Kinte". Em contrapartida, Mussum apelidava o amigo de "Ceará", "cabecinha chata", "Paraíba" e "alegria do jabá", o que hoje poderia ser considerado xenofobia. Outras cenas, como os Trapalhões paquerando/desejando mulheres ou ingerindo bebidas alcoólicas, também seriam criticadas pela geração atual. Didi também costumava ironizar a masculinidade de Dedé  e a fragilidade de Zacarias, falando termos pejorativos como "rapaz alegre", "divino" e audácia da pilombeta"; Roberto Guilherme e Jorge Lafond também tinham a sexualidade ironizada pelo trapalhão, o que hoje seria classificado como homofobia.
O excesso de piadas relacionadas à cor de pele de Mussum já eram bastante criticadas na década de 1980 e o assunto chegou a ser discutido no documentário O Mundo Mágico dos Trapalhões (1981). À época, Aragão se defendeu das acusações de racismo, alegando: "Todo mundo tem um amigo que chama de negão, crioulo[...] Os Trapalhões é o único programa da TV brasileira que tem um negro como protagonista".